# Dendrophthoe constricta
Dendrophthoe constricta là một loài thực vật có hoa trong họ Loranthaceae. Loài này được (Korth.) Danser mô tả khoa học đầu tiên năm 1929.